# Oláhné Surányi Ágnes
Oláhné Surányi Ágnes (1952. május 11. –) magyar várospolitikus, Velence polgármestere 1994 és 2014 között. 1984 és 1990 között Velence tanácselnöke volt.

## Családja
Velencén lakik férjével, akivel egy közös fiuk van.

## Életrajz
Főiskolát végzett államigazgatási területen. 1984 és 1990 között töltötte be Velence tanácselnöki pozícióját. Az 1990. évi önkormányzati választáson nem választották meg polgármesternek. Végül 1994-ben megválasztották Velence polgármesterének, amely pozíciót 2014-ig töltött be, amikor is Koszti Andrást választották meg a velencei választópolgárok.
1999 és 2011 között a Települési Önkormányzatok Országos Szövetségének egyik tagozatvezetője, majd 2011 és 2015 között annak egyik társelnöke volt.

## Díjak, elismerések
- Tűzzománc Emlékplakett (2006)[10]
- Települési Önkormányzatok Országos Szövetségének elnökségi elismerése (2014)[10]